# Stadskanaal
Stadskanaal – kanał, gmina i miasto w północno-wschodniej Holandii.
Gmina składa się z 23 miejscowości: Alteveer, Barlage, Blekslage, Braamberg, Ceresdorp, Höchte, Holte, Horsten, Kopstukken, Mussel, Musselkanaal. Onstwedde, Oomsberg, Smeerling, Stadtskanaal, Sterenborg, Ter Maarsch, Ter Wupping, Veenhuizen, Vledderhuizen, Vledderveen, Vosseberg oraz Wessinghuizen.

## Miasta partnerskie
- Bielsko-Biała